# Ладижин (станція)
Ладижин — вантажна проміжна залізнична станція 2-го класу  Шевченківської дирекції Одеської залізниці на неелектрифікованій лінії Вапнярка — Христинівка між станціями Губник (16 км) та Демківка (14 км). Розташована в селищі Ладижинське Гайсинського району Вінницької області. Станція обслуговує місто Ладижин, що розташоване за 5 км на північ від станції та село Оляниця.

## Історія
Станція відкрита 1895 року під первинною назвою — Ладижинська, на вже діючій лінії Вапнярка — Христинівка (з 19 листопада (1 грудня) 1890 року). 

## Пасажирське сполучення
На станції Ладижин зупиняються приміські поїзди сполученням Вапнярка — Умань (у лютому 2020 року поїзду продовжено маршрут руху від станції Христинівка).
До 11 грудня 2021 року через станцію курсував нічний швидкий поїзд «Тясмин» сполученням Черкаси — Львів, а до російського вторгнення в Україну (з 2022) нічний швидкий поїзд № 67/68 сполученням Маріуполь — Львів (призначався з 12 грудня 2021 року і курсував через день).